# 小行星6176
小行星6176（英語：6176 Horrigan）是一颗围绕太阳公转的小行星。1985年1月16日，茲丹卡·瓦弗洛娃在克列特发现了此天体。
这颗小行星的绝对星等为261.9534342579199等。